# Łucjan Kamieński
Łucjan Kamieński (* 7. Januar 1885 in Gniezno; † 27. Juli 1964 in Toruń) war ein polnischer Musikwissenschaftler und Komponist.

## Leben

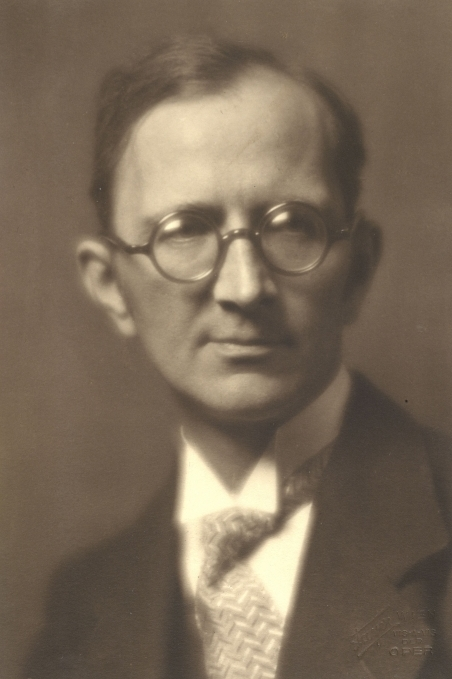
Aufnahme von Georg Fayer (1927)

Kamieński studierte von 1903 bis 1909 an der Hochschule Berlin Komposition bei Max Bruch und Robert Kahn und Musikwissenschaft bei Hermann Kretzschmar und Johannes Wolf. Bis 1919 war er Musikredakteur bei der Königsberger Allgemeinen Zeitung.
Kamieński war Freimaurer und von 1912 bis 1920 Mitglied der Königsberger Loge Zum Todtenkopf und Phoenix.
Seit 1920 wirkte er als zweiter Direktor des Konservatoriums und ab 1922 als außerordentlicher Professor an der Universität in Posen. 1936 erhielt er den Titel eines Professors; 1938–39 war er Dekan der Geisteswissenschaftlichen Fakultät der Universität Posen.
Neben Adolf Chybiński und Zdzisław Jachimecki gilt Kamieński als Begründer der polnischen Musikethnologie. Er legte die erste phonographische Sammlung des Polnischen Regionalen Phonographischen Archivs an und entwickelte moderne Methoden der musikethnologischen Forschung und ein Modell der Feldforschung, das von den nächsten Generationen der polnischen Musikethnologen übernommen wurde. Von 1928 bis 1931 war er Präsident der Polnischen Gesellschaft für Musikwissenschaft.
1939 wurde Kamieński von der Gestapo verhaftet. Er kam auf Intervention seiner Ehefrau, der deutschen Sopranistin Linda Kamieński, geb. Harder, frei, blieb jedoch unter polizeilicher Aufsicht. Er fand eine Stelle als Archivar und nahm 1941 die deutsche Staatsbürgerschaft an.
Nach dem Krieg wurde er der Kollaboration mit den Nationalsozialisten angeklagt und wegen seiner Unterzeichnung der deutschen Staatsbürgerschaft zu drei Jahren Gefängnis, dem Verlust seines Eigentums und der Bürgerrechte verurteilt. Er wurde jedoch begnadigt und 1960 rehabilitiert, blieb aber aus der akademischen Arbeit verdrängt. Von 1949 bis 1957 unterrichtete er an der Musikschule von Toruń, danach lebte er als freischaffender Komponist in Kanada.
Kamieński war der Vater von Jan Jakob Kamieński.

## Werke
- 60 Arbeitslieder für Stimme und Klavier
- Thamar, Oper
- Piesni ludowe polskie für Stimme und Klavier
- Sonata d-moll na skrzypce i fortepian
- Fantaisie sur des Noëls Polonais (Koledy Polskie) für Klavier
- Kolem, oj kolem..., Lied für Stimme und Klavier (Text: Lucjan Rydel)
- Chocbym nie chcial, Lied für Stimme und Klavier (Text: Lucjan Rydel)
- Piesn o morzu naszym für Stimme und Klavier
- Pobudka für vierstimmigen Männerchor und Blasorchester
- Kurdesze studenckie für Stimme und Klavier
- 5 Piesni wielkopostnych für Männerchor a cappella
- Kaszebscie nuti (Piesni kaszubskie), 13 Lieder für Stimme und Klavier
- Damy i huzary, komische Oper nach einem Libretto von Aleksander Fredro
- Rola wielkopolska, Volkslied für Männerchor a cappella